# Бірнамський ліс (роман)
«Бірнамський ліс» – третій роман новозеландської письменниці Елінор Каттон, що вийшов у лютому 2023 року. Роман розповідає про членів партизанського садівничого колективу «Бірнамський ліс», який за допомогою харизматичного технологічного мільярдера розпочинає новий проєкт на покинутих сільськогосподарських угіддях.
Як і в попередньому романі «Світила», дія книжки відбувається у вигаданій Новій Зеландії, переважно в національному парку та навколо нього в регіоні Південний Кентербері. Назву взято з рядка п'єси «Макбет».

## Сюжет
Міра Бантінг та Шеллі Ноукс є членами садівничого колективу «Бірнамський ліс», які займаються садівництвом та доглядом за незаконними садами навколо Крайстчерча. Читаючи про зсув, що блокує дорогу Коровай Пасс, Міра бачить можливість для групи використати, здавалося б, покинуту ферму в сусідньому сільському містечку Торндайк. Власником ферми є Овен Дарвіш, підприємець та природоохоронець. Міра вирушає на ферму, щоб оглянути землю, але її застає Роберт Лемуан, технологічний мільярдер, якому Дарвіш продав землю. Дарвіш не знає, що Лемуан незаконно видобуває рідкісноземельні мінерали в Національному парку Коровай, завдаючи значної шкоди довкіллю. Лемуан погоджується дозволити «Бірнамському лісу» створити сад на цій території та надати фінансову підтримку, обіцяючи не повідомляти Дарвіша про їхню діяльність.
Міра викладає свою ідею групі «Бірнамський ліс», яка погоджується взятися за проєкт. Це викликає гнів колишнього члена Тоні Ґалло, який вважає, що співпраця з мільярдером є зрадою лівих цінностей групи. Підозрюючи Лемуана, він вирушає до Торндайка, де знаходить у національному парку «дослідницьку зону» з суворою охороною, про яку Дарвіш не знає. Згодом Тоні помічає, що Лемуан відстежує його в парку за допомогою дронів.
На фермі Дарвіша Лемуан дає членам «Бірнамського лісу» ЛСД, але сам він та Міра залишаються тверезими. Дарвіш несподівано повертається додому, і Шеллі, перебуваючи в наркотичному тріпі, ненароком його збиває насмерть. Лемуан відправляє Міру та Шеллі до безпечного місця та влаштовує так, щоб смерть Дарвіша здавалась нещасним випадком.
Тим часом Тоні заходить у дослідницьку зону й виявляє шахту, в якій Лемуан добуває корисні копалини. Його починають переслідувати найманці Лемуана, і, тікаючи, він зазнає поранення. Зрештою, Тоні повертається на ферму й розповідає Мірі про все, що дізнався. Їх обох знаходить Лемуан.
Підозрюючи, що смерть чоловіка не була випадковою, Джилл Дарвіш вирушає до Торндайка. Вона з острахом досліджує територію, озброєна мисливською рушницею, коли виявляє, що члени Бірнамського лісу мертві, отруєні речовиною 1080, яку їм дав Лемуан з наміром підставити Тоні. Вона стріляє в Лемуана, а потім сама гине від рук його охоронця.
Тоні, смертельно поранений, тікає та доповзає до шахти Лемуана й підпалює її.

## Прийняття
В огляді для The New York Times Двайт Ґарнер високо оцінив діалоги Каттон, так схарактеризувавши її персонажів: «Вони говорять так, як говорять справжні люди, але вони вільніші, грубіші, смішніші». Алекс Престон у The Observer сказав, що фінал змусив його переосмислити події в усьому романі, додавши, що це «підносить його з просто дуже хорошої книжки до справді великої».
В огляді для NPR Джон Паверс порівнює роман із попереднім твором Каттон «Світила», характеризуючи його як «послідовніший та традиційніший». Хоча роман «Бірнамський ліс» і не написаний у виразно вікторіанському стилі, як «Світила», Паверс знаходить у ньому подібність до письма Джейн Остін та Джордж Еліот.
Роман «Бірнамський ліс» був найпопулярнішою книжкою, виданою в Новій Зеландії 2023 року.

## Нагороди та відзнаки
Роман «Бірнамський ліс» ввійшов до списку The Guardian «Найкраща художня література 2023 року» та до списку The Atlantic «10 найкращих книжок 2023 року». Він також увійшов до списку літератури для читання влітку 2023 року, який склав Барак Обама.
| Рік      | Нагорода                                 | Категорія                         | Результат      | Ref           |
| -------- | ---------------------------------------- | --------------------------------- | -------------- | ------------- |
| 2023 рік | Премія Гіллера                           | —                                 | У шорт-листі   | [ 9 ]         |
| 2023 рік | Нагороди Goodreads Choice Awards         | Художня література                | Nominated–15th | [ 10 ]        |
| 2023 рік | Премія Kirkus                            | Художня література                | Finalist       | [ 11 ]        |
| 2023 рік | Премія Ліббі                             | Художня література для дорослих   | У шорт-листі   | [ 12 ]        |
| 2023 рік | Нагорода Нерона                          | Художня література                | У шорт-листі   | [ 13 ]        |
| 2023 рік | Премія Орвелла                           | Політична художня література      | Finalist       | [ 14 ]        |
| 2024 рік | Премія Оді                               | Художня література                | Finalist       | [ 15 ]        |
| 2024 рік | Премія Керол Шилдс за художню літературу | —                                 | У шорт-листі   | [ 16 ] [ 17 ] |
| 2024 рік | Дублінська літературна премія            |                                   | Longlisted     | [ 18 ]        |
| 2024 рік | Премія Дженн Медлікотт «Acorn»           | Художня література                | У шорт-листі   | [ 19 ]        |
| 2024 рік | Нагороди Неда Келлі                      | Міжнародна кримінальна фантастика | У шорт-листі   | [ 20 ]        |
|          | Новозеландська книжкова премія Оккама    | Художня література                | У шорт-листі   | [ 21 ]        |

## Переклад українською
2025 року у видавництві «Лабораторія» вийде український переклад роману. Перекладачка — Світлана Брегман.